# Батурін Олег Ігоревич
Оле́г І́горевич Бату́рін — український журналіст. Кавалер ордена «За заслуги» III ступеня (2022).

## Життєпис
Працює від 2002 року власним кореспондентом газети «Новий день» (Херсон).
З початком російського вторгнення 2022 року активно висвітлював окупацію Херсонщини, згодом потрапив у полон російських окупантів, у якому пробув з 12 по 20 березня.
Керівник громадської організації «Європростір», що спеціалізується на журналістських розслідуваннях про життя на окупованих територіях і корупції в регіонах.

## Нагороди й відзнаки
- Орден «За заслуги» III ступеня (6 червня 2022) — за вагомий особистий внесок у розвиток вітчизняної журналістики та інформаційної сфери, мужність і самовідданість, виявлені під час висвітлення подій повномасштабного вторгнення Російської Федерації на територію України, багаторічну сумлінну працю та високу професійну майстерність[1].
- Лавреат обласного конкурсу на премію Оксани Ровенчак у номінації «Журналістське розслідування» під егідою Івано-Франківської обласної спілки журналістів НСЖУ (2025)[2].